# Bendy and the Ink Machine
Bendy and the Ink Machine (conosciuto anche con l'acronimo di BATIM) è un videogioco survival horror a episodi in Stile Toon sviluppato e realizzato dalla squadra Joey Drew Studios, Inc., e pubblicato da TheMeatly Games.

## Trama
Nel 1963, il disegnatore Henry Stein riceve un invito dall'amico e collega Joey Drew al suo vecchio posto di lavoro, uno studio di animazione chiamato Joey Drew Studios. Al momento dell'arrivo del protagonista, Henry scopre una imponente e arcana macchina dell'inchiostro che decide di attivare. Dopo essere stato improvvisamente attaccato da un mostro dalle sembianze di Bendy, il protagonista dei cartoni prodotti anni fa nei Joey Drew Studios, Henry precipita in una voragine, mentre tenta di fuggire, e perde i sensi. 
Al suo risveglio, Henry scopre che all'interno dello studio vi sono diversi ex dipendenti, che sono stati tramutati in esseri mostruosi d'inchiostro dopo essere stati corrotti dallo stesso inchiostro prodotto dalla Macchina. Henry viene poi rapito da Sammy, ex-direttore d'orchestra, il quale, dopo essere stato corrotto dall'inchiostro ha creato una specie di culto che venera l'entità che ha aggredito Henry (nota come Ink Bendy). Sammy prova a sacrificare Henry a Ink Bendy, ma il disegnatore riesce a fuggire. 
Mentre cerca una via di uscita, Henry viene aiutato da Boris il lupo, un altro personaggio dei cartoni animati un tempo prodotti nella fabbrica che, come Bendy, ha misteriosamente preso vita. Più tardi, Henry, incontra Susie Campbell, una donna corrotta dall'inchiostro a cui non fu, un tempo, permesso di doppiare il personaggio di Alice Angel, che impazzì finendo per credere di essere la vera Alice. Dopo aver procurato a Susie vari materiali per guarire il suo volto deturpato (presumibilmente a causa di Ink Bendy), Henry viene condotto in un ascensore che lo condurrà sano e salvo verso la libertà, ma Susie lo inganna facendo precipitare l'ascensore con Henry e Boris all'interno. 
Dopo aver ripreso i sensi a causa della caduta, Henry decide di salvare Boris quando si accorge che questi è stato rapito da Susie che vuole ucciderlo. Dopo aver raggiunto Boris, Henry è costretto ad affrontarlo quando scopre che è stato tramutato dalla donna in una pericolosa creatura sotto il totale controllo di lei. Dopo aver sconfitto Boris, Henry viene raggiunto da Susie che gli corre incontro con l'intenzione di ucciderlo, ma questa viene pugnalata a morte da Allison, colei che anni prima la sostituì nel ruolo di doppiatrice di Alice. 
Dopo essere stato portato in salvo da Allison e il suo aiutante Tom nel loro covo segreto, Henry ricomincia la sua avventura negli Studios. Dopo aver nuovamente incontrato Sammy, che tenta di uccidere il protagonista, Henry viene nuovamente soccorso da Allison e Tom che fermano l'ex direttore d'orchestra. Henry si avventura poi negli uffici amministrativi, in cui trova registrazioni audio di Thomas Connor (impiegato della Gent Corp., la società di ingegneria che ha creato la Macchina dell'Inchiostro) e Joey Drew, le quali rivelano la vera natura di Ink Bendy: si scopre infatti che egli è stato la prima creazione della Macchina, e che la sua essenza mostruosa è dovuta al fatto che è privo di un'anima. Più tardi, Henry raggiunge la vera Macchina dell'Inchiostro, dalle dimensioni di un grande edificio, dove ritrova Ink Bendy, che si tramuta in un essere ancora più terrificante, chiamato Beast Bendy, e attacca il protagonista. Giunto nella sala del trono della Macchina, Henry infila una pellicola in un proiettore e, quando Beast Bendy sta per afferrarlo, su vari schermi che circondano la sala appaiono le scritte "The End", che indeboliscono il demone fino a consumarlo e a farlo scomparire. 
Dopo essersi improvvisamente risvegliato da quello che sembra essere stato un brutto incubo, Henry si ritrova nella casa di Joey, che sta cucinando la colazione per entrambi. Dopo un breve monologo, Joey conduce il suo ex collega in una stanza che si scopre essere i Joey Drew Studios; ciò lascia intendere che tutto il gioco è ambientato in un eterno loop temporale.

## Pubblicazione

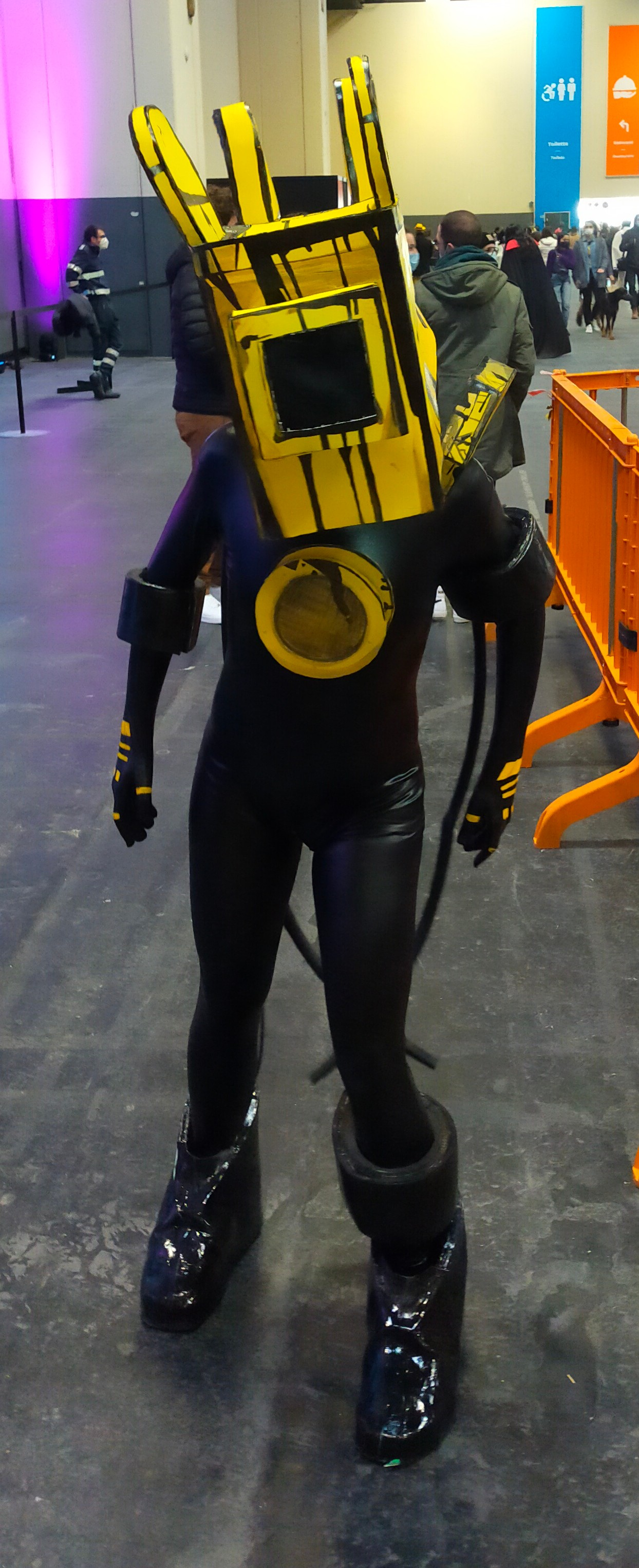
Cosplay del Proiezionista, uno degli antagonisti di Bendy and the Ink Machine

Il primo episodio del gioco, Cartoni animati, è stato distribuito per Linux, macOS e Microsoft Windows tramite Game Jolt il 10 febbraio 2017, mentre il secondo capitolo, La vecchia canzone, è stato distribuito insieme a una versione rimasterizzata del primo il 18 aprile dello stesso anno. Entrambi i capitoli sono stati pubblicati anche su Steam il 28 aprile 2017 dopo una riuscita campagna Steam Greenlight.. Il 20 novembre 2018 sono usciti tutti i capitoli per Nintendo Switch, Xbox One, e PlayStation 4. Il 21 dicembre 2018 il gioco è uscito anche per cellulari.

### Bendy and the Dark Revival
Il 10 febbraio 2019, Kindly Beast ha annunciato un'altra aggiunta a Bendy and the Ink Machine attraverso registrazioni di Joey Drew, Wally Franks, Thomas Connor, Susie Campbell, Sammy Lawrence, Bertrum Piedmont, Jack Fain ed un mash-up ascoltato da una persona misteriosa. Il titolo ufficiale è stato rivelato il 14 aprile 2019, con importanti aggiornamenti visivi e grafici. Il 14 aprile 2019 è stato anche annunciato che il primo capitolo sarebbe stato pubblicato più tardi nel 2019. Mike Mood ha dichiarato su Twitter che il gioco non sarà né un sequel né un prequel di Bendy and the Ink Machine, ma non ha aggiunto ulteriori informazioni. Il 24 giugno 2019 è uscito un trailer del gioco in cui viene dichiarato che il titolo sarebbe stato pubblicato durante l'autunno. La storia si concentrerà su una protagonista femminile di nome Audrey che si sta lentamente trasformando in una creatura di inchiostro. Verso l'inizio del 2020 lo studio di giochi indie Kindly Beast ha cominciato a chiudere il suo sito per poi proseguire chiudendo i social compreso il canale YouTube rimuovendo tutti i loro contenuti. Nell'inizio del 1º Giugno Showdown Bandit, creato dagli autori di BATIM, viene rimosso da Steam anche a causa di negative recensione sulle pagine di videogiochi Indie come GameJolt e Itch.io. Per ora le notizie per cui lo studio ha chiuso sono sconosciute. Tuttavia lo sviluppatore ed ex amministratore delegato Mike Mood ha confermato che lo sviluppo di Bendy and the Dark Revival non è stato arrestato. Il primo giugno un trailer per il gioco ha indicato la fine dell'anno come data d'uscita, tuttavia il rilascio del gioco è stato in seguito posticipato ulteriormente.
Il gioco ha come protagonista Audrey, che si scoprirà essere figlia di Joey Drew ormai morto (1971), l'entrata nella Gent, studio di animazione sottoposto anche esso al possedimento dell'inchiostro, è molto simile a quello di Bendy and the ink machine poiché si presenterà proprio come Joey con Henry che verrà portato nello studio con la famosa frase: ho qualcosa da mostrarti, come farà Wilson (uno dei protagonisti) con Audrey affogandola nell'inchiostro fuoriuscito dalla macchina dell'inchiostro. durante il suo percorso incontrerà molti antagonisti tra cui Henry che con i suoi dialoghi farà capire ancor meglio della fine del primo episodio di Bendy, che è bloccato in un loop temporale.

## Accoglienza
Il gioco ha ricevuto diversi giudizi mediocri. Eurogamer ha dato a Bendy and the Ink Machine un voto pari a 5/10 in quanto, sebbene sia "potenzialmente innovativo", sarebbe inficiato da vari problemi tecnici e da meccaniche elementari. Più positivo è il sito Mondobox, che assegna a Bendy and the Ink Machine un 6,8/10 e lo definisce un "ottimo e riuscito esercizio di stile" per quanto riguarda le ambientazioni vagamente steampunk che richiamano le limitazioni tecniche degli anni trenta, ma lo considera approssimativo e ritiene che la maggior parte dei rompicapi del gioco siano "più noiosi che difficili". GameSource, che assegna a Bendy and the Ink Machine una valutazione pari a 6/10, sostiene che il gioco abbia un "grande potenziale" ed apprezza le atmosfere che riecheggiano quelle di BioShock e BioShock Infinite, ma ritiene che sia penalizzato da un sistema di salvataggio "al limite dell'imperdonabile".